# Trilogie des Qatsi

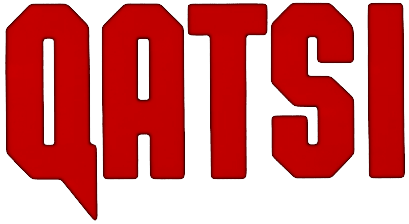
Logo de la trilogie des Qatsi.

La trilogie des Qatsi se compose de trois films réalisés par Godfrey Reggio et mis en musique par Philip Glass :
- Koyaanisqatsi (1982)
- Powaqqatsi (1988)
- Naqoyqatsi (2002)

Le directeur de la photographie du premier volet est le réalisateur Ron Fricke. 

## Signification des titres
- Koyaanisqatsi (Ko-yaa-nis-qatsi, de « Ko-yaa-nis » : déséquilibre ou folie, et « qatsi » : vie). Nom tiré de la langue hopi :

1. Vie folle
2. Vie tumultueuse
3. Vie en déséquilibre
4. Vie se désagrégeant
5. Un mode de vie qui appelle une autre philosophie de l'existence
6. Interprétation : l’avancée de la technologie sur la nature

- Powaqqatsi (powaq-qatsi, de « powaqa » : faux magicien (usurpateur) qui vit aux dépens des autres, et « qatsi » : vie). Nom tiré de la langue hopi :

1. Manière d’être tournée exclusivement vers soi, contemplation de soi (approximativement synonyme de narcissisme) avec prétention et orgueil
2. Entité humaine ou animale qui se nourrit des forces vitales des autres êtres dans le but de favoriser sa propre existence (approximativement synonyme de parasite)
3. Interprétation : les différentes cultures, l'exploitation des pays pauvres par les pays riches, ou le contraste technologie/nature.

- Naqoyqatsi (Na-qoy-qatsi, de « nah-qoy » : violence extrême, et « qatsi » : vie). Nom tiré de la langue hopi :

1. Vie basée sur le meurtre du prochain
2. La guerre comme manière de vivre
3. Interprétation : la violence des civilisations modernes

## Particularités de la trilogie
Une force de ces films vient du fait que l'usage du verbe en a été écarté délibérément ; le réalisateur confesse qu'il voulait même au départ ne pas leur donner de titre ; cela n’étant pas possible pour des raisons légales, il opta pour des titres culturellement neutres formés chacun de deux mots de la langue des Hopis. Restent les images, spectaculaires et très novatrices lors de la sortie du premier film (reprises abondamment depuis, par exemple dans le film IMAX Chronos de Ron Fricke, dans le clip de Jean-Luc Ponty Individual choice, dans le documentaire de la BBC Time Machine, dans le clip Ray of Light de Madonna, dans le film 20th Century Women, etc.), et la musique de Philip Glass, étudiée pour les accompagner et en renforcer l’effet dramatique.

## Films de style similaire
Le film L'Homme à la caméra (1929, Dziga Vertov) est une influence probable de Godfrey Reggio. Plus de cinquante ans avant Koyaanisqatsi, Vertov propose un documentaire expérimental sans trame narrative qui met en scène des activités humaines à l'ère des évolutions techniques du début du XXe siècle. Il utilise également des time-lapses et des ralentis.
Les films suivants ont un style commun avec la trilogie, qui consiste à présenter un montage sonore et visuel utilisant des échelles différentes d'espace et de temps, en laissant le spectateur mener sa réflexion propre sans interférence directe par le discours. L'analogie concerne ici le style et non le fond, ces autres films ne comportant pas d'aspects politiques ou sociétaux.
- Chronos (Ron Fricke, 1985)
- Baraka (Ron Fricke, 1992)
- Anima Mundi (Godfrey Reggio, 1992)
- Microcosmos : le peuple de l'herbe (Claude Nuridsany, Marie Perennou, 1996)
- Timescape (Alexander Pappas, 2000)
- Le Peuple migrateur (Jacques Perrin, 2003)
- Notre pain quotidien (Nikolaus Geyrhalter, 2005)
- Samsara (Ron Fricke, 2011)
- Mondo

À noter que le film De la servitude moderne (Jean-François Brient, 2009), constitué d'images détournées d'autres films, a beaucoup « pillé » le premier épisode de la série des Qatsi ainsi que Baraka.